# Adrian Webster (futbolista nacido en 1951)
Adrian Webster (Colchester, 6 de noviembre de 1951-8 de noviembre de 2023) fue un jugador y entrenador de fútbol británico que jugó en Inglaterra, Canadá y Estados Unidos. Se destacó como defensor y también como mediocampista.

## Trayectoria deportiva

### Como jugador
Webster se unió al Colchester United F. C. a los 14 años, entre 1968 a 1971, para  posteriormente pasar al Hillingdon Borough F.C.
En 1972 se trasladó a Canadá de la mano de Bobby Cram, jugador del Colchester que viajó para incorporarse como jugador y entrenador de Vancouver Spartans, donde jugó durante dos temporadas.
John Best, entrenador del Seattle Sounders, lo contrató en 1974, integrándose al club durante seis temporadas. En 1977, el por entonces entrenador Jimmy Gabriel lo cambió de posición ubicándolo como mediocampista central y a su vez lo nombró capitán del equipo. Ese año, los Sounders llegaron a las eliminatorias, perdiendo en la final ante el New York Cosmos, equipo donde por aquellos años jugaba Pelé. La presencia de lesiones le impidió integrar el equipo de manera regular durante sus dos últimas temporadas con los Sounders.
En 1979, jugó con el Pittsburgh Spirit en la MISL. El Spirit no participó en la temporada siguiente y Webster rechazó una oferta para unirse a Cleveland Force, a cambio lo hizo con el Phoenix Inferno.

### Como entrenador
Durante su primera temporada en Phoenix Inferno, asumió el cargo de entrenador y logró llegar a las eliminatorias. Posteriormente fue despedido durante su segunda temporada por sus magros resultados. Asimismo permaneció durante cinco años en este mismo club dirigiendo fútbol sala. En ese ciclo inició un programa de fútbol en «Scottsdale Community College».
En 1989, se asoció a un promotor inmobiliario local para fundar los Arizona Condors, jugando en la División Sur de la Western Soccer League de 1989. Allí ofició de gerente general y entrenador durante dos temporadas antes de que el equipo se retirara. Los Condors jugaron una temporada en la Women's Super League (WSL) y su segunda temporada en la American Professional Soccer League (APSL).
En 1991, regresó a Inglaterra donde ocupó el puesto de gerente en Brightlingsea Regent F.C.. Durante este período, inició un campamento de fútbol de verano para el Colchester United. Después de una temporada con Brightlingsea, entrenó al Halstead Town F.C.. En 1993, le ofrecieron un trabajo de tiempo completo en Desarrollo Juvenil en Colchester United, donde pasó 13 años trabajando desempeñando distintas funciones.
En 2006, dejó Colchester para asumir el cargo de subdirector de fútbol en la «Colne Community School» en Brightlingsea, Essex. Mientras entrenaba allí, el exjugador del Colchester United, Steve McGavin, lo llevó a Ipswich Town F.C., donde pasó cinco años en el programa de reclutamiento juvenil. Luego de diez años en Colne, se retiró para posteriormente desempeñarse como asistente técnico del entrenador del F.C. Clacton.

## Clubes
| Club                    | País           | Periodo   | División          |
| ----------------------- | -------------- | --------- | ----------------- |
| Colchester United F. C. | Inglaterra     | 1968-1971 | Primera           |
| Hillingdon Borough F.C. | Inglaterra     | 1971-1972 | Primera           |
| Vancouver Spartans      | Canadá         | 1972-1974 | BC Premier League |
| Seattle Sounders        | Estados Unidos | 1974      | NASL              |
| Seattle Sounders        | Estados Unidos | 1975      | NASL (Indoor)     |
| Seattle Sounders        | Estados Unidos | 1975-1979 | NASL              |
| Pittsburgh Spirit       | Estados Unidos | 1979-1980 | MISL              |
| Phoenix Inferno         | Estados Unidos | 1981-1982 | MISL              |